# Tenualosa ilisha

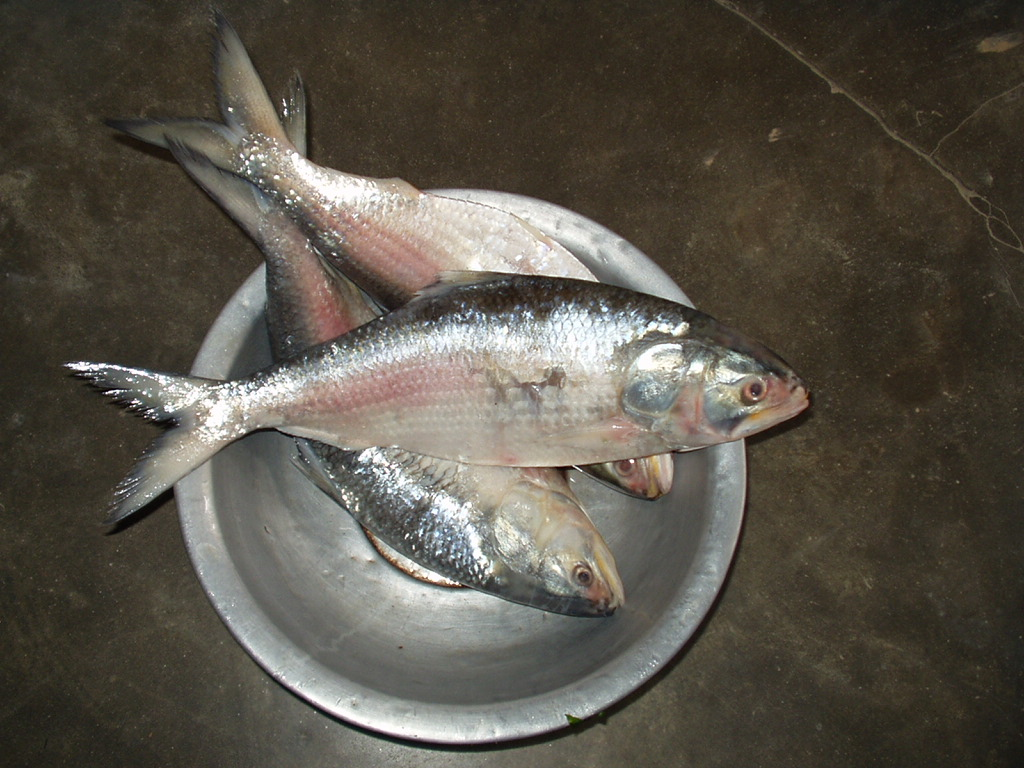
Tres exemplars de Tenualosa ilisha

Tenualosa ilisha és una espècie de peix pertanyent a la família dels clupeids.

## Descripció
- El mascle pot arribar a fer 60 cm de llargària màxima (normalment, en fa 36) i la femella 42.
- 18-21 radis tous a l'aleta dorsal i 18-23 a l'anal.[3][4][5]

## Alimentació
Menja plàncton.

## Depredadors
A l'Índia és depredat per Anguilla bengalensis bengalensis.

## Hàbitat
És un peix d'aigua dolça, salabrosa i marina; pelàgic-nerític; anàdrom i de clima tropical (34°N-5°N, 42°E-97°E) que viu fins als 200 m de fondària.

## Distribució geogràfica
Es troba a l'Índic: des del golf Pèrsic fins a Myanmar, incloent-hi les costes oriental i occidental de l'Índia, el golf de Tonquín (el Vietnam), la conca del riu Tigris i, probablement també, d'altres rius del sud de l'Iran.

## Ús comercial
Es comercialitza fresc o en salaó.

## Observacions
És inofensiu per als humans i un nedador molt ràpid que pot arribar a fer 71 km en un sol dia.